# Astala edwardsi
Astala edwardsi är en fjärilsart som beskrevs av Franciscus J.M. Heylaerts 1884. Astala edwardsi ingår i släktet Astala och familjen säckspinnare. Inga underarter finns listade i Catalogue of Life.